# 苗栗服務站

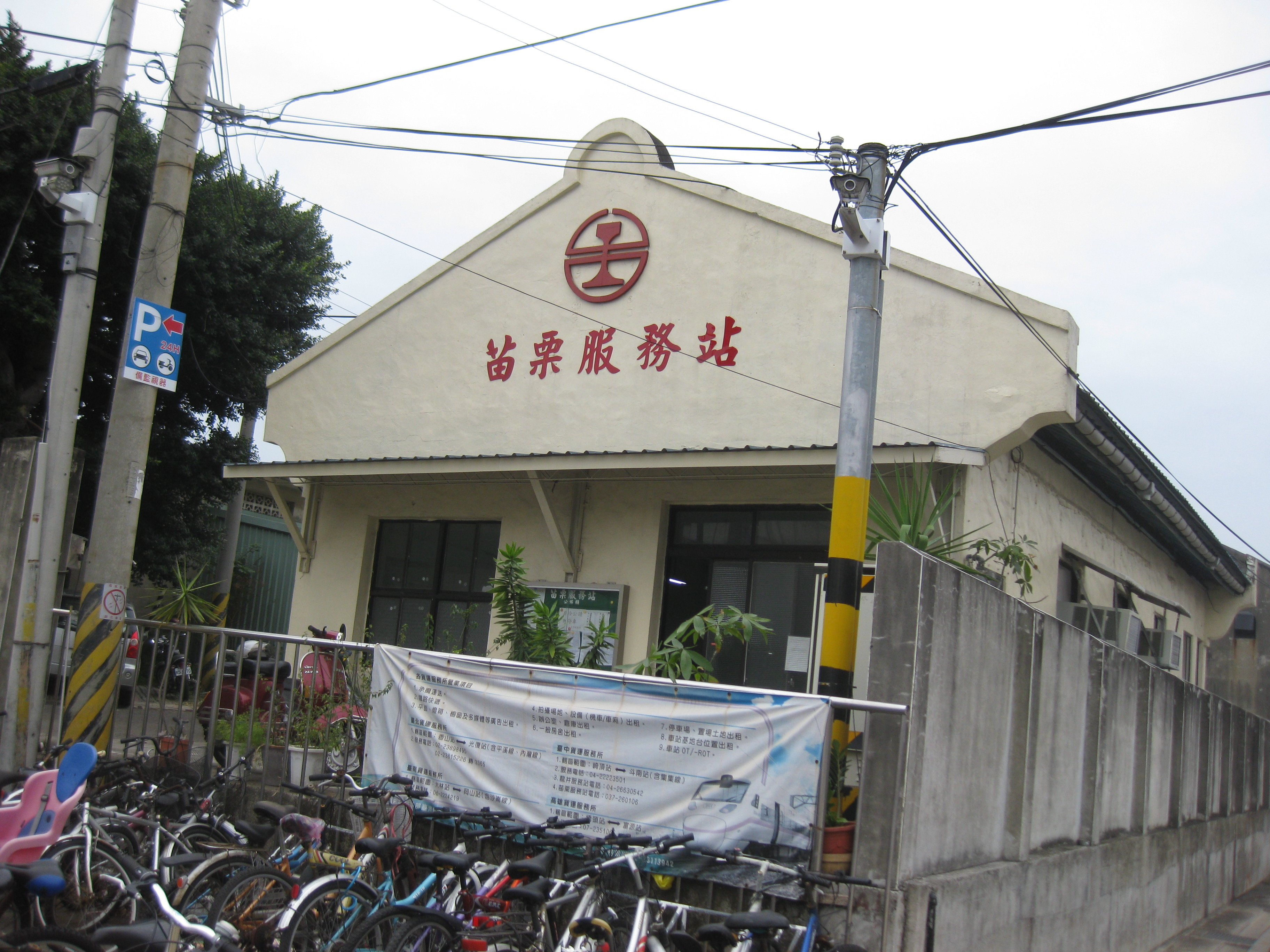
臺鐵苗栗服務站

苗栗服務站，為臺灣鐵路管理局貨運服務總所臺中貨運服務所轄下的一個服務單位，早年是臺鐵苗栗車站的公營鐵路承攬運送業，位於苗栗市臺鐵苗栗車站旁。

## 業務
早年以承攬運送為主，鐵路貨運式微後，亦辦理資產開發業務。值得注意的是，行包業務、貨運業務屬於臺鐵的運務部門，係由苗栗車站辦理；苗栗服務站則屬於貨運服務部門，本身並不負責運送，而是將貨主委託的貨物交由苗栗車站運送。

## 相關連結
- 苗栗車站（臺灣鐵路管理局） （繁體中文）